# گیگان
گیگان، روستایی در دهستان آب رئیس بخش بزمان شهرستان ایرانشهر در استان سیستان و بلوچستان ایران است.

## جمعیت
بر پایه سرشماری عمومی نفوس و مسکن در سال ۱۳۹۵، جمعیت این روستا برابر با ۱۴ نفر (۸ خانوار) بوده‌است.